# Eishockey-Bundesliga 1992/93
Die Saison 1992/93 der Eishockey-Bundesliga war die 35. Spielzeit der höchsten deutschen Spielklasse. Deutscher Meister wurde zum vierten Mal in Folge die Düsseldorfer EG. Dies war zuletzt dem EV Füssen in den 1950er Jahren gelungen. Allerdings hatten die Allgäuer damals von 1953 bis 1959 gleich sieben Deutsche Meisterschaften in Folge gewonnen. Für die DEG war es der inzwischen siebte Deutsche Meistertitel.

## Voraussetzungen

### Teilnehmer
Folgende zwölf Vereine nehmen an der Eishockey-Bundesliga 1992/93 teil (alphabetische Sortierung mit Vorjahresplatzierung):
| Klub                | Standort     | Vorjahr    | Play-offs          |
| ------------------- | ------------ | ---------- | ------------------ |
| BSC Preussen        | Berlin       | 4.         | Halbfinale         |
| EHC Eisbären Berlin | Berlin       | Aufsteiger | –                  |
| Düsseldorfer EG     | Düsseldorf   | 1.         | Deutscher Meister  |
| EHC Freiburg        | Freiburg     | 5.         | Viertelfinale      |
| ESV Kaufbeuren      | Kaufbeuren   | 10.        | Play-down 1. Runde |
| Kölner EC           | Köln         | 3.         | Viertelfinale      |
| Krefelder EV        | Krefeld      | 7.         | Viertelfinale      |
| EV Landshut         | Landshut     | 11.        | Play-down 2. Runde |
| Mannheimer ERC      | Mannheim     | 6.         | Halbfinale         |
| EC Hedos München    | München      | 9.         | Play-down 1. Runde |
| EC Ratingen         | Ratingen     | Aufsteiger | –                  |
| Schwenninger ERC    | Schwenningen | 8.         | Viertelfinale      |

## Vorrunde

### Abschlusstabelle
|     | Klub                | Sp | S  | U  | N  | Tore    | Punkte |
| --- | ------------------- | -- | -- | -- | -- | ------- | ------ |
| 01. | Düsseldorfer EG     | 44 | 31 | 08 | 05 | 190:108 | 70:18  |
| 02. | Kölner EC           | 44 | 23 | 10 | 11 | 152:117 | 56:32  |
| 03. | Krefelder EV        | 44 | 23 | 07 | 14 | 165:118 | 53:35  |
| 04. | EC Hedos München    | 44 | 21 | 08 | 15 | 143:111 | 50:38  |
| 05. | Mannheimer ERC      | 44 | 20 | 06 | 18 | 151:139 | 46:42  |
| 06. | BSC Preussen        | 44 | 17 | 11 | 16 | 136:141 | 45:43  |
| 07. | ESV Kaufbeuren      | 44 | 16 | 09 | 19 | 144:163 | 41:47  |
| 08. | EC Ratingen         | 44 | 14 | 11 | 19 | 145:165 | 39:49  |
| 09. | Schwenninger ERC    | 44 | 15 | 08 | 21 | 138:155 | 38:50  |
| 10. | EV Landshut         | 44 | 14 | 08 | 22 | 126:160 | 36:52  |
| 11. | EHC Freiburg        | 44 | 12 | 08 | 24 | 140:164 | 32:56  |
| 12. | EHC Eisbären Berlin | 44 | 08 | 06 | 30 | 118:207 | 22:66  |

Abkürzungen: Sp = Spiele, S = Siege, U = Unentschieden, N = Niederlagen, (N) = Neuling, (M) = Titelverteidiger

Erläuterungen:       = Play-offs,       = Play-downs.

### Beste Scorer
| Spieler          | Mannschaft       | Spiele | Tore | Assists | Punkte |
| ---------------- | ---------------- | ------ | ---- | ------- | ------ |
| Chris Valentine  | Düsseldorfer EG  | 44     | 26   | 44      | 70     |
| Jiří Lála        | Mannheimer ERC   | 36     | 32   | 34      | 66     |
| John Walker      | Krefelder EV     | 44     | 30   | 32      | 62     |
| Bruce Eakin      | Krefelder EV     | 42     | 28   | 35      | 62     |
| Richard Žemlička | EHC Freiburg     | 44     | 25   | 31      | 56     |
| Peter John Lee   | Düsseldorfer EG  | 44     | 29   | 26      | 55     |
| François Sills   | Krefelder EV     | 44     | 23   | 31      | 54     |
| Wally Schreiber  | Schwenninger ERC | 44     | 23   | 31      | 54     |
| Grant Martin     | Schwenninger ERC | 41     | 21   | 30      | 51     |
| Gerd Truntschka  | EC Hedos München | 44     | 13   | 36      | 49     |

## Play-downs
Die erste Play-down-Runde wurde im Modus „Best-of-Seven“, die zweite im Modus „Best-of-Five“ ausgespielt.

### 1. Runde
|                  |   |                 | Serie | 1   | 2         | 3   | 4   | 5   | 6   | 7 |
| ---------------- | - | --------------- | ----- | --- | --------- | --- | --- | --- | --- | - |
| Schwenninger ERC | – | Eisbären Berlin | 0:4   | 4:6 | 2:5       | 0:5 | 2:5 | –   | –   | – |
| EV Landshut      | – | EHC Freiburg    | 4:2   | 8:3 | 2:3 n. P. | 8:1 | 1:5 | 5:2 | 4:3 | – |

### 2. Runde
|                  |   |              | Serie | 1   | 2   | 3   | 4 | 5 |
| ---------------- | - | ------------ | ----- | --- | --- | --- | - | - |
| Schwenninger ERC | – | EHC Freiburg | 0:3   | 3:4 | 2:5 | 1:2 | – | – |

## Relegationsspiele
Die Relegationsspiele wurden im „Best-of-Three“ ausgespielt.
|              |   |               | Serie | 1   | 2   | 3 |
| ------------ | - | ------------- | ----- | --- | --- | - |
| EHC Freiburg | – | ES Weißwasser | 2:0   | 4:1 | 3:1 | – |

Die Abstiegsfrage wurde erneut nicht auf dem Eis, sondern in den Verbandsstuben des DEB entschieden. Dem EHC Freiburg wurde aus finanziellen Gründen die Lizenz entzogen. Da die Entscheidung des Verbandes erst nach der Relegation fiel und sich die Freiburger gegen den Vorjahresabsteiger und Vizemeister der 2. Bundesliga ES Weißwasser durchsetzten, durften die bereits als Absteiger feststehende Schwenninger ERC in der 1. Bundesliga verbleiben. Der Platz der Freiburger wurde durch den SB Rosenheim eingenommen, der damit nach einjähriger Pause mit neuen Sponsoren wieder in die 1. Liga zurückkehrte.

## Play-offs
Alle Play-off-Runden wurden im Modus „Best-of-Five“ ausgespielt.

### Viertelfinale
|                  |   |                | Serie | 1   | 2   | 3   | 4         | 5 |
| ---------------- | - | -------------- | ----- | --- | --- | --- | --------- | - |
| Düsseldorfer EG  | – | EC Ratingen    | 3:0   | 8:1 | 5:1 | 4:1 | –         | – |
| Kölner EC        | – | ESV Kaufbeuren | 3:0   | 8:2 | 3:1 | 3:1 | –         | – |
| Krefelder EV     | – | BSC Preussen   | 1:3   | 3:4 | 2:4 | 3:2 | 3:4 n. V. | – |
| EC Hedos München | – | Mannheimer ERC | 1:3   | 3:0 | 2:5 | 1:4 | 4:5       | – |

### Halbfinale
|                 |   |                | Serie | 1         | 2         | 3   | 4   | 5 |
| --------------- | - | -------------- | ----- | --------- | --------- | --- | --- | - |
| Düsseldorfer EG | – | BSC Preussen   | 3:0   | 3:2 n. V. | 3:2 n. V. | 2:1 | –   | – |
| Kölner EC       | – | Mannheimer ERC | 3:1   | 7:1       | 1:3       | 5:2 | 6:2 | – |

### Finale
|                 |   |           | Serie | 1         | 2   | 3   | 4   | 5         |
| --------------- | - | --------- | ----- | --------- | --- | --- | --- | --------- |
| Düsseldorfer EG | – | Kölner EC | 3:2   | 5:4 n. V. | 2:5 | 6:4 | 0:2 | 2:1 n. V. |

Die DEG ist somit das einzige Team, welches seit Einführung der Eishockey-Bundesliga 1958 viermal in Folge deutscher Meister werden konnte; dies hat es auch in der 1994 gegründeten Deutschen Eishockey Liga nicht gegeben.

### Beste Scorer
| Spieler         | Mannschaft      | Spiele | Tore | Assists | Punkte |
| --------------- | --------------- | ------ | ---- | ------- | ------ |
| Thomas Brandl   | Kölner EC       | 12     | 6    | 12      | 18     |
| Chris Valentine | Düsseldorfer EG | 11     | 7    | 10      | 17     |
| Miroslav Sikora | Kölner EC       | 12     | 8    | 8       | 16     |
| Benoît Doucet   | Düsseldorfer EG | 11     | 6    | 9       | 15     |

## Kader des Deutschen Meisters
| Deutscher Meister Düsseldorfer EG | Torhüter: Helmut de Raaf, Christian Frütel Verteidiger: Christian Schmitz, Mike Schmidt, Christoph Kreutzer, Andreas Niederberger, Rick Amann, Uli Hiemer, Rafael Jedamzik, Robert Sterflinger Angreifer: Chris Valentine, Mike Lay, Peter John Lee, Olaf Scholz, Benoît Doucet, Henrik Hölscher, Thomas Werner, Gerd Truntschka, Dieter Hegen, Andreas Brockmann, Bernd Truntschka, Wolfgang Kummer, Mark Jooris, Ernst Köpf junior, Bernd Kühnhauser, Lorenz Funk junior, Dale Derkatch, Steve Gotaas, Tino Boos, Rainer Zerwesz Cheftrainer: Hans Zach |